# Mariapia Garavaglia
Mariapia Garavaglia (Cuggiono, 10 agosto 1947) è una politica italiana.
I primi incarichi ricoperti da politico sono stati: Sottosegretario di Stato del Ministero della sanità dal 13 aprile 1988 al 28 giugno 1992 per tre mandati consecutivi nel Governo De Mita, Governo Andreotti VI e nel Governo Andreotti VII, l'ultimo incarico ministeriale è stato quello di Ministro della sanità dal 28 aprile 1993 al 10 maggio 1994 nel Governo Ciampi.

## Biografia
Laureata in Lettere e Scienze Politiche all'Università Cattolica del Sacro Cuore di Milano, si è da sempre dedicata all'insegnamento e alle attività di volontariato nel settore sanitario e sociale. È stata insegnante di Lettere presso scuole superiori.
È professoressa a contratto presso la Facoltà di Psicologia dell'Università degli Studi di Roma "La Sapienza", negli anni accademici 1996-2007 ha tenuto seminari presso il Dipartimento di Bioingegneria del Politecnico di Milano.
Come giornalista pubblicista, iscritta dal 1974 all'Ordine dei Giornalisti della Lombardia, svolge attività formativa e pubblicistica su quotidiani e periodici ed ha pubblicato libri su temi sanitari e bioetici.

### Cariche politiche ricoperte
Amministratrice locale dal 1975 al 1979. Vice Presidente di IACP di Milano, 1981-1982. Sindaco CdA SEA, 1978.
Alle elezioni politiche del 1979 è stata eletta alla Camera dei Deputati per il Collegio di Milano-Pavia, dove è stata rieletta fino al 1994.
In seguito alla nascita del governo De Mita tra le forze politiche che costituivano il pentapartito, il 13 aprile 1988 viene nominata dal Consiglio dei Ministri Sottosegretario di Stato al Ministero della sanità, affiancando il ministro Carlo Donat-Cattin. Viene riconfermata in tale incarico anche nei successivi governi Andreotti VI e Andreotti VII.
Dall'aprile 1993 al maggio 1994 ha ricoperto la carica di Ministro della sanità.
Dal maggio 1995 all'aprile 1998 ha rivestito la carica di Commissario Straordinario della Croce Rossa Italiana. Dall'aprile 1998 all'ottobre 2002 Presidente Generale della CRI.
Dal novembre 1997 all'aprile 2004 è stata Vice Presidente della Federazione Internazionale delle Società di Croce Rossa e di Mezzaluna Rossa; e Presidente del Coordinamento tra le Società di Croce Rossa Europee.
Dal 24 giugno 2003 al 21 marzo 2008 Vice Sindaco di Roma.
Dal maggio 2008 per il Collegio del. Membro della VII Commissione Istruzione, Università, Ricerca, Beni Culturali e Sport e della Commissione Speciale per i Diritti Umani
Dopo la vittoria di Walter Veltroni alle primarie nel 2007, viene nominato da quest'ultimo Responsabile nazionale della Scuola e Istruzione nella Segreteria nazionale del Partito Democratico. Dopo la sconfitta del PD alle elezioni politiche del 2008, dov'è stata eletta al Senato della Repubblica nella circoscrizione Veneto per il PD, viene nominata da Veltroni Ministro dell'istruzione, dell'università e della ricerca  nel Governo ombra del Partito Democratico, ruolo che ricopre dal 9 maggio 2008 al 21 febbraio 2009. Nella XVI legislatura.
Dal 2012 è nominata Presidente nazionale del Forum Ricerca del PD dal Segretario Pier Luigi Bersani.
Tra il 2017 e il 2022 è stata consigliera comunale di maggioranza per una lista civica a Illasi, nel veronese.
Dal novembre 2019 è presidente dell'Associazione Nazionale Partigiani Cristiani.
Ha raccontato la sua esperienza politica nel volume Perché io no? Una storia politica, Studium edizioni, 2020.

## Partecipazione a diversi Enti e Fondazioni
- Presidente Fondazione Roche;[7]
- Presidente Istituto Superiore di Studi Sanitari "Giuseppe Cannarella";
- Presidente Associazione laicale Angelicum;
- Presidente dell'Istituto per l'Analisi dello Stato Sociale;
- Presidente Fondazione Germozzi;
- Presidente Fondazione Svevo;
- Presidente Associazione Amici Istituto Sacra Famiglia;
- Presidente di Casa di Cura Ambrosiana;
- Fondazione Italia USA;
- Membro CdA Fondazione Cologni;
- Fondazione Jotti;
- Fondazione Lorenzini.
- Presidente Fondazione Palio di Legnano

## Incarichi parlamentari

### Camera dei deputati
VIII legislatura:
- 4ª Commissione Giustizia (dal 08/08/1979 al 11/07/1983)
- 14ª Commissione Igiene e Sanità pubblica (dall'11/07/1979 al 11/07/1983)
- Commissione parlamentare sul fenomeno della Mafia (dal 20/12/1982 al 11/07/1983)

IX legislatura:
- 2ª Commissione interni (dal 03/05/1984 al 24/01/1985)
- 4ª Commissione Giustizia (dal 04/08/1983 al 03/05/1984)
- 14ª Commissione Igiene e Sanità pubblica (dal 12/07/1983 al 01/07/1987)
- Commissione parlamentare sul fenomeno della Mafia (dal 12/08/1983 al 14/01/1987)

X legislatura:
- 12ª Commissione Affari sociali (04/08/1987 al 22/04/1992)

### Senato della Repubblica
- 7ª Commissione Istruzione pubblica, Beni culturali (22/05/2008 al 14/03/2013)
- Commissione straordinaria per la tutela e la promozione dei diritti umani (02/12/2008 al 14/03/2013)

## Onorificenze

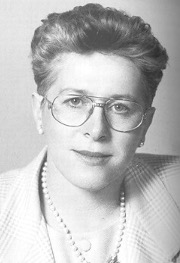
Mariapia Garavaglia nel 1992.

Gran Dama dell'Ordine dei SS. Maurizio e Lazzaro
Gran Dama dell'Ordine Costantiniano di S. Giorgio
Croce Nera Austriaca
Paul Harris Fellow
Ordine della Repubblica di Croazia.
Ambasciatore dell'immagine di Roma nel Mondo